# Association sportive saint-eugénoise
 (juin 2025).
Maillots
L'Association sportive saint-eugénoise, couramment abrégé en AS Saint-Eugène ou encore ASSE, est un ancien club de football français basé à Alger, dans la commune de Saint-Eugène. 
Fondée le 1er janvier 1908, l'AS Saint-Eugène s'impose à partir des années 1930 comme l'une des formations notables de l'Algérois. Le club remporte notamment sept titres de champion d'Alger de Division d'Honneur, ainsi qu'un Championnat et une Coupe d'Afrique du Nord de football.
À l'indépendance de l'Algérie en 1962, l'ASSE est dissoute à l'instar de la plupart des autres clubs de français d'Algérie.

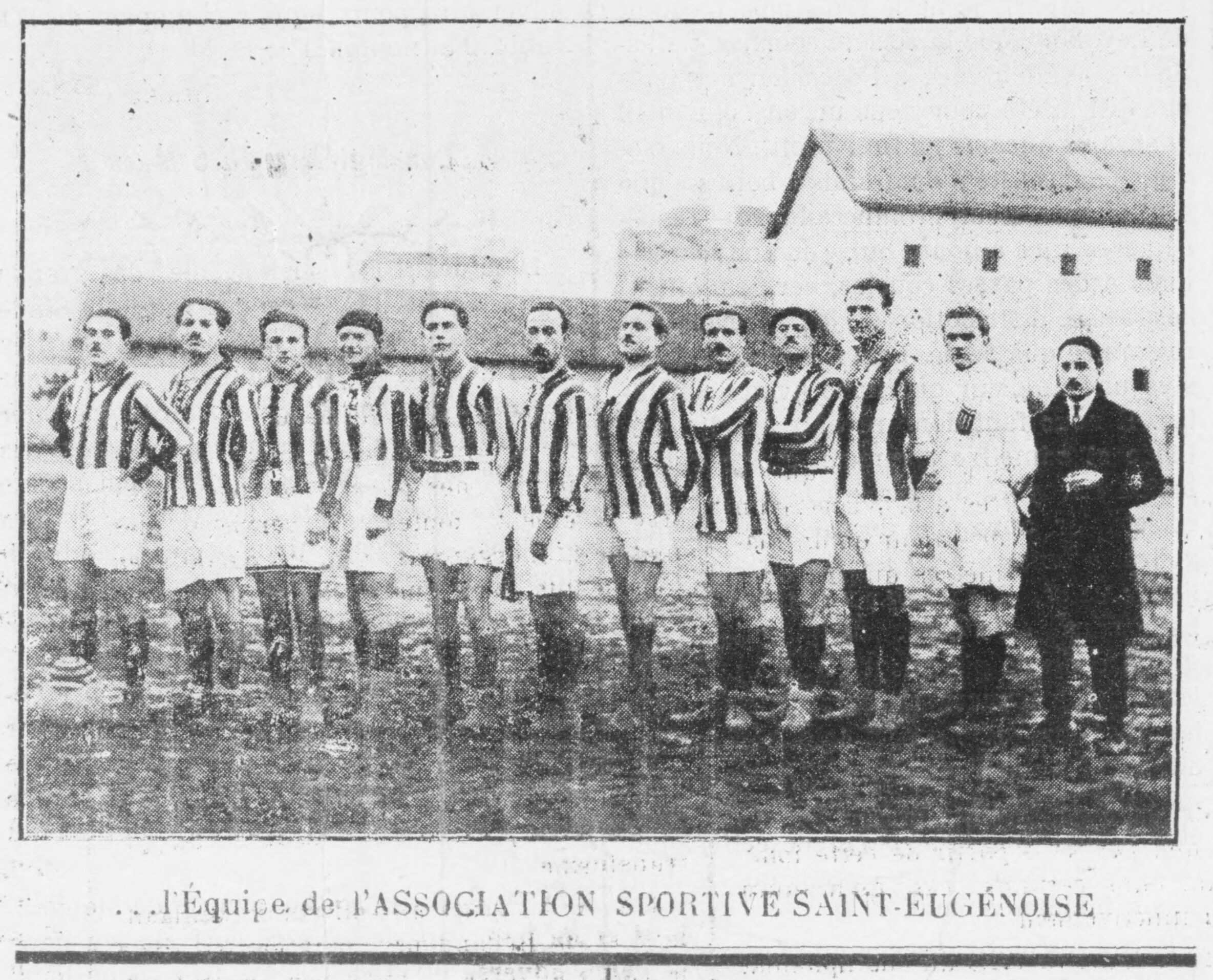
AS Saint-Eugène saison 1920-21.

## Palmarès
| Compétitions nationales | Compétitions internationales |
| --- | --- |
| - Division d'Honneur (6) : - Champion : 1930, 1936, 1943, 1944, 1952 et 1957. - Championnat d'Algérie (CFA) (1) : - Champion : 1961. - Vice-champion : 1962. - Coupe d'Algérie (FFF) : - Finaliste : 1958. - Coupe Forconi (1) : - Vainqueur : 1955. - Finaliste : 1948, 1949 et 1951. - Tournoi de Pentecôte (tournoi amical disputé à Casablanca) (1) : - Vainqueur : 1944. | - Championnat d'Afrique du Nord (1) : - Vainqueur : 1930. - Finaliste : 1936 et 1952. - Coupe d'Afrique du Nord (1) : - Vainqueur : 1950. - Finaliste : 1948. |

## Parcours

### Classement en championnat d'Alger par année
- 1920-21 : Division d'honneur, 3e
- 1921-22 : Division d'honneur, 4e
- 1922-23 : Division d'honneur, 2e
- 1923-24 : Division d'honneur, 3e
- 1924-25 : Division d'honneur, 2e
- 1925-26 : Division d'honneur, 4e
- 1926-27 : Division d'honneur, 2e
- 1927-28 : Division d'honneur, 3e
- 1928-29 : Division d'honneur, 5e
- 1929-30 : Division d'honneur, 1re Champion
- 1930-31 : Division d'honneur, 5e
- 1931-32 : Division d'honneur, 3e
- 1932-33 : Division d'honneur, 3e
- 1933-34 : Division d'honneur, 2e
- 1934-35 : Division d'honneur, 3e
- 1935-36 : Division d'honneur, 1re Champion
- 1936-37 : Division d'honneur, 7e
- 1937-38 : Division d'honneur, 10e
- 1938-39 : Division d'honneur, 9e
- 1939-40 : Division d'honneur, 2e
- 1940-41 : Division d'honneur, 7e
- 1941-42 : Division d'honneur, 4e
- 1942-43 : Division d'honneur, 1re Champion
- 1943-44 : Division d'honneur, 1re Champion
- 1944-45 : Division d'honneur, ?e
- 1945-46 : Division d'honneur, 2e
- 1946-47 : Division d'honneur, 6e
- 1947-48 : Division d'honneur, 6e
- 1948-49 : Division d'honneur, 4e
- 1949-50 : Division d'honneur, 2e
- 1950-51 : Division d'honneur, 10e
- 1951-52 : Division d'honneur, 1re Champion
- 1952-53 : Division d'honneur, 5e
- 1953-54 : Division d'honneur, 10e
- 1954-55 : Division d'honneur, 8e
- 1955-56 : Division d'honneur, 2e
- 1956-57 : Division d'honneur, 1re Champion
- 1957-58 :
- 1958-59 :
- 1959-60 : CFA Algérie, 4e
- 1960-61 : CFA Algérie, 6e
- 1961-62 : CFA Algérie, 4e Compétition arrêter

## Joueurs du passé
- Marcel Salva
- André Abegglen
- Louis Landi
- Abderrahmane Boubekeur
- Mohamed Maouche
- Ahmed Guerrache
- Amar Lakhdar